# Nová Lhota
Nová Lhota (in tedesco Neu Lhotta) è un comune della Repubblica Ceca facente parte del distretto di Hodonín, in Moravia Meridionale.